# Johannes S. Sistermanns

Johannes S. Sistermanns 2008

Johannes S. Sistermanns (* 9. Oktober 1955 in Köln) ist ein deutscher Komponist und Klangkünstler.

## Biografie
Sistermanns studierte von 1976 bis 1984 an der Hochschule für Musik und Tanz Köln bei Holmrike Leiser Rhythmik, bei Klaus Runze Klavier/Klavierimprovisation und bei Mauricio Kagel Komposition und ‚Neues Musiktheater’. 1977 nahm er Gesangsunterricht in nordindischer Raga-Musik bei Jyotishi Chitteranjan an der Banaras Hindu University (BHU) sowie bei Pandit T.L. Rana und Shrimati Kalpana Chatterjee in Kolkatta. 1979–1981 erlernte er außerdem Obertongesang bei Jochen Vetter. 1981–82 Kompositions-Seminar bei Juan Allende-Blin und Prof. Klaus Schöning WDR Köln ‚Studio Akustische Kunst’. 1984/85 studiert er Philosophie bei Friedrich-Wilhelm von Herrmann, dem letzten Privatassistenten von Martin Heidegger Albert-Ludwigs-Universität Freiburg. 1989 wird Sistermanns promoviert in Musikwissenschaft an der Universität Osnabrück bei Hans Christian Schmidt-Banse über „Medienspezifische Regiekonzepte zur Visualisierung von Oper im Fernsehen“ IMZ Internationales Musikzentrum Wien. 1993–1996 studierte er außerdem bei Stephen Cheng in New York Gesang nach dessen Methode „The Tao of Voice - East-Western Approach“.
Ab 1977 brachten ihn längere Arbeits- bzw. Stipendienaufenthalte in die USA, Nord-Indien, Australien, Japan und der VR China. Er lebte in Paris 1991/92 mit einem Stipendium der Stiftung Kunst und Kultur, Düsseldorf, heute Kunststiftung NRW, wo er Luc Ferrari begegnete, in New York 1995/96, Adelaide/Melbourne 1997/2000 Individuelles Künstler-Stipendium Kultusministerium NRW sowie Kyoto/Tokyo 2001 Künstlerstipendium (Japan Foundation).
1993 war er Gründungsmitglied sowie Vorstandsmitglied des Übergangsraum e.V. in Köln. 1997–2010 agierte er als 2. Vorsitzender der DEGEM Deutsche Gesellschaft für Elektroakustische Musik.
Außerdem war er 2019 Gründungsmitglied der Akademie für westöstlichen Dialog der Kulturen. Seit 2019 ist Sistermanns Delegierter der Gesellschaft für Neue Musik GNM im Deutschen Kulturrat Berlin.

## Künstlerische Praxis
Sein Werk besteht aus installativer KlangPlastik, Hörstück sowie elektroakustischer Komposition für 2-8 / 43 [Klangdom ZKM Zentrum für Kunst und Medien Karlsruhe] bis hin zu 2704 Lautsprechern der Wellenfeldsynthese (Elektronisches Studio) TU Berlin, live Satelliten-/Internet-/Klang-Performance, graphischer Notation und Instrumentalkomposition. Anfang der 2000er Jahre entwickelt er, ausgehend von der Idee ‚Klanginstallation’, das Konzept der KlangPlastik als mehrmedialen Raumverlauf, die vor allem keine herkömmlichen Lautsprecher mehr verwendet. Stattdessen überträgt er seit 1997 seine Kompositionen mittels Piezo-Lautsprecher sowie Transducer direkt auf resonante Raumwände, Fenster, Alltagsmaterial sowie auf analoge Musikinstrumente selbst, wie in „UNSTRUMENT“ für Sinfonieorchester, uraufgeführt durch das Philharmonische Orchester von Luxemburg im Festival „rainy days“ 2012, Philharmonie Luxembourg. Die Instrumente des Sinfonieorchesters werden gespielt und resonieren, ohne das ein Musiker auf der Bühne die Instrumente spielt.
Sistermanns schließt kein Medium, Ort, Material, Raum Instrument und Impuls aus, um alle für ihn aussagekräftigen Medien in seiner Kunstpraxis einzuschließen.
Hierbei agiert er aus einem Potentialraum. Nicht mehr die Grenzen der materiellen Beschaffenheit von Instrumenten oder Räumen sind für diesen Potentialraum konstitutiv, sondern die Informationskraft des individuellen Wahrnehmungsvermögens.

## Performances, Klang-Raumprojekte, Aufführungen (Auswahl)
Sistermanns komponiert Auftragswerke für Festivals, Rundfunkanstalten, Ensembles und Instrumentalsolisten. Er ist mit seinen Raumkunstwerken und KlangPlastiken weltweit zu internationalen Festivals eingeladen.
- 1979 Deutsche Erstaufführung in Zusammenarbeit mit John Cage von ‚Musicircus’ beim Festival ‚Tage Neuer Musik’ Bonn, Realisation Walter Zimmermann.
- 1995	Knitting Factory New York
- 1997	A Global Garden for Percy Live-Satelliten-Performance - Frankfurt-Melbourne mit Ros Bandt, Percy-Grainger-Museum Melbourne, Musikhochschule Frankfurt, Goethe-Institut.Melbourne, Melbourne Festival 1997, Live gesendet in ‘The Listening Room’, ABC Radio Sydney
- 1997	Solo Konzert Goethe-Institut Tokyo
- 1998	19.1. Rio Ma (mit Kazuya Ishigami, Osaka) Xebec Hall Kobe/Goethe-Institut Kyoto
- 1998	Licht-Traum 6. International Audio Art Festival’ Warschau
- 1999	19.1 Rion Ma Tallinn Art Hall. Lettland
- 2000	A l’interieur de la vue ‚EXPO 2000’ Weltausstellung, Deutscher Pavillon Hannover
- 2001	e t c electric tea ceremony Winds Café, Winds Gallery, Tokyo/Japan
- 2003	sonic blue red tracings {mit Ros Bandt) t-u-b-e Klanggalerie, München
- 2003	Prometheus - Nach des Feuers Görlitz Projekt der Kulturhauptstadtbewerbung 2010
- 2004	Inter vue 42. Internationale Ferienkurse Darmstadt’, IMD
- 2006	ISCM World New Music Festival 2006’, Stuttgart
- 2008 	horizon ‚INVENTIONEN’ / ‚SMC 08’ Berlin
- 2009	Blinman ‚Klangbiennale2’, HR Radio Frankfurt
- 2011	Sound Goes Surface Solo Konzert MUSICARAMA Festival Hong Kong
- 2012 	RestRisiko Biennale Bern, Berner Münster
- 2013	etc_random Moltkerei Werkstatt, Köln
- 2017 	UN\PLI HARVESTWORKS New York City
- 2017	QUESTIONING THE ECHO New York City Electroacoustic Music Festival New York City
- 2017 	Raum Atmos Romanischer Sommer, Schnütgen-Museum Köln
- 2018 	Solo Konzert	Meion Ongakusei Music Festival Nagoya
- 2019	Grand Silence (UnPiano Trio} MONA Museum of Old and New Art Hobart / Tasmanien
- 2020	UnExpecteD Street UnFest, Singapore

## Hörstücke (Auswahl)
Seit 1983 realisiert er international Sound Feature sowie radiophone Hörstücke für Rundfunksender wie WDR3 Studio Akustische Kunst, DLR Deutschlandradio, SWR2, hr2-kultur, ORF1 Kunstradio-Radiokunst, ABC Sydney Australian Broadcasting Corporation, Yleisradio Finnland, VPRO Hilversum.

## Soundart / Klangkunst Ausstellungen (Auswahl)
- 1994	the moment of the room, Kunstraum Wuppertal
- 1996	Der Resonanzmensch, Donaueschinger Musiktage 1996
- 1997	LICHTUNG, KlangGalerie SFB Berlin
- 1999	überschreiten Raum allein Donaueschinger Musiktage 1999
- 2000	warming up of living rooms Adelaide Festival 2000
- 2001 	den Raum stimmen Musikprotokoll / Steirischer Herbst, Graz
- 2002 	white taste Feld short black Galerie Rachel Haferkamp, Köln
- 2002	6y Wohnung Theater der Welt, Duisburg
- 2003	Foyer acoustique Oper der Stadt Köln
- 2003	nichts sucht etwas Singuhr Hörgalerie, Parochialkirche Berlin
- 2008	durchhören Skulpturenmuseum Glaskasten Marl (Deutscher Klangkunst-Preis)
- 2010 	INTUITION Room 2010 Sydney ISCM 2010 World New Music Days, Sydney
- 2010 	INTUITION Room 2010 Bucarest SIMN 2010, International Week of New Music, Bucarest
- 2011	weiter Brühler Kunstverein, Brühl/Rhld., zusammen mit Gudrun Kemsa [Video]
- 2012 	Sa vertical SA [mobile KlangPlastik] SASA Gallery, Adelaide [mobile KlangPlastik]
- 2012 	lerchenfliessen [mobile KlangPlastik] Sound Barrier Festival, Wien
- 2012 	luftzug John Cage | 100 | Hauptbahnhof Darmstadt, Internationales Musikinstitut Darmstadt
- 2012 	Waldrand 1 – 3 [2 immobile/1 mobile KlangPlastik] 6. Int. Waldkunstpfad / Schader-Stiftung / Centralstation (Darmstadt)
- 2012	Ode to Beet (in Kagel’S Beethoven-Zimmer) Kunstmuseum Bochum Ausstellung ‚Fluxus Ruhrgebiet
- 2015	INTUITION SpaceFolding PSAS Art Space Fremantle/Totally Huge New Music Festival, Perth
- 2015	INTUITION ROOM 2015 MOFO FESTIVAL MONA Museum of Old and New Art Hobart / Tasmanien
- 2016	Ma Un Ma Donaueschinger Musiktage 2016
- 2018	ma meta Honen-in Temple Kyoto
- 2020	ma meta [Marl] Skulpturenmuseum Glaskasten Marl
- 2020	Raum ist Partitur Künstlerforum Bonn [BTHVN2020/250. Geburtstag Ludwig van Beethoven]

## Lehre (Auswahl)
Sistermanns hatte Gastdozenturen (Auswahl) an der Köln International School of Design KISD, Architekturprofessur ETH Zürich, am Mediencampus Dieburg Technische Universität Darmstadt, Studiengang CAP sowie Media/Komposition Hochschule der Künste Bern, Music Department Shanghai Conservatory of Music, Lehraufträge (HKU Hong Kong, Nanyang Academy of Fine Arts Singapore NAFA, University of Adelaide), hielt Vorlesungen und Workshops an Kunsthochschulen und Universitäten (u. a. Köln Kobe Mulhouse Peking Paris Breda Rom Strasbourg Tokyo New York Sydney Melbourne Seattle). Bei den Internationalen Darmstädter Ferienkursen für Neue Musik war er 2004 und 2006 Dozent im Projekt „phonien“, zusammen mit Stefan Fricke, Cathy Milliken, Manos Tsangaris, Franz Martin Olbrisch, . Als ‚Externer Experte’ examinierte er 2008–19 Studenten der Hochschule der Künste Bern in Media/Komposition.

## Künstlerische Leitung
Als Künstlerischer Leiter realisierte er 2010–11 am Europäischen Zentrum der Künste Hellerau/Dresden die Akademie ‚Experimentelles Musiktheater 3’ und 2013 das Schüler-Projekt ‚CollAge’ bei Acht Brücken Festival in der Kölner Philharmonie.

## Auszeichnungen
- „Zeitgleich“, Kompositionspreis ORF Radio + TRANSIT Innsbruck (1995)
- Karl-Sczuka-Preis SWR Baden-Baden (1997)
- Preis für Komponisten und Interpreten „Blaue Brücke“ – lobende Erwähnung der Jury (2001)
- Deutscher Klangkunst-Preis 2008 WDR Köln, Skulpturenmuseum Glaskasten Marl, Initiative Hören
- 2. Preis Gedenkstätte Kehl Wettbewerb Gedenkstätte Kehl’ / KlangPlastik (mit D. Zurnieden) (2003)
- Prix Phonurgia Nova 2013 Ausculta Hörstück [SWR] Finalist – Paris (2013)
- Prix Palmarès Ausculta [SWR] Mention Special / Listening Proposal EBU/Ars Acustica Group (2013)
- Preis der Deutschen Schallplattenkritik CD: Ausculta Nominierung im Bereich: Grenzgänger (2014)
- Kinder zum Olymp! Preis KULTURSTIFTUNG DER LÄNDER / DEUTSCHE BANK Stiftung (2014)
- FOREVER NOW Preisträger Golden Record’ Projekt: Forever Now, Goldene Schallplatte ins Orbit – Aphids, Melbourne (2015)
- Featured Composer 12. THNMF Totally Huge New Music Festival Perth (2015)
- Prix PRESQUE RIEN 2015 3. Preis, La Muse En Circuit / Association PRESQUE RIEN [Luc Ferrari] Paris (2015)
- 1. Preis ‚Leibniz Harmonien’ Internationaler Kompositions-Wettbewerb, musik für heute/Hannover (2016)
- 2. Preis ‚dokKa KurzDoku’ Internationales Dokumentarfestival Karlsruhe (2017)
- Preisträger ‚kinoKLANG’ SWR2 / Internationales Film-/Hör-Dokumentarfestival Karlsruhe (2018)
- Ausgewählter Komponist	CD-Wettbewerb 'TRANSIT' - DEGEM / Edition DEGEM ed17
- 1. Preis ‚dokKa KurzDoku’	 SWR2/Internationales Film-/Hör-Dokumentarfestival Karlsruhe (2019)
- 12. Deutscher Musikautor*innenpreis (2020)[1]

## Stipendien/Residenzen
- 1987 Brahms-Stipendium – Brahmshaus / Brahmsgesellschaft, Baden-Baden
- 1991/92 Auslandsstipendium (Paris) – Stiftung Kunst und Kultur NRW, Düsseldorf
- 1995 Auslandsstipendium (USA) – Kultusministerium NRW, Düsseldorf
- 1996 Auslandsstipendium (Australien) – Stiftung Kunst und Kultur NRW, Düsseldorf
- 1997/98 Arbeitsstipendium – Filmstiftung NRW, Düsseldorf
- 1998 Auslandsstipendium (Japan) – Kultusministerium, NRW Düsseldorf
- 1999 Arbeitsstipendium – Heinrich-Strobel-Stiftung SWR Freiburg
- 1999/2000 Arbeitsstipendium – Konrad-Adenauer-Stiftung, Berlin
- 2000 Artist–in-Residence – Contemporary Art Center of South Australia (CACSA), Adelaide, Australien
- 2001 Arbeitsstipendium – Filmstiftung NRW, Düsseldorf
- 2001 Artist Fellowship – The Japan Foundation, Tokyo, Japan
- 2003 Artist-in-Residence – Europäische Kulturhauptstadt [Wettbewerb], Görlitz
- 2004 Arbeitsstipendium – Filmstiftung NRW, Düsseldorf
- 2006 Arbeitsstipendium – Filmstiftung NRW, Düsseldorf
- 2008 Composer-in-Residence – VICC-Visby International Centre for Composers, Gotland/Schweden
- 2008 Composer-in-Residence – EMS Studio Stockholm, Schweden
- 2008 Artist-in-Residence – Wakayama University, Japan
- 2008/09 Kompositions-Stipendium – ZKM, Karlsruhe
- 2010 Artist-in-Residence – Australian Experimental Art Foundation, AEAF Adelaide, SA Australien
- 2011 Artist-in-Residence – IWZ Internationales Wald Kunst Zentrum, Darmstadt
- 2012 Kompositions-Stipendium – Künstlerhof Schreyahn, Kultusministerium Niedersachsen
- 2013 Artist-in-Residence – ARTSOURCE, Fremantle WA Australien
- 2015 Composer-in-Residence – Decibel Ensemble, Perth WA Australien
- 2015 Artist-in-Residence	PSAS Art Space, Fremantle WA Australien
- 2016 Artist-in-Residence	Atelier Klangforschung, Universität Würzburg
- 2018	Ensemble-in-Residence	Miasto Orgrodow, Katowice Polen [Ensemble UnPiano]
- 2019	Composer-in-Residence	SOUNDSTREAM Adelaide SA Australien

## Diskographie (Auswahl)
CD Solo/Duo
- 1998 Just And Thongs Auf Blau zugehen (NurNichtNur)
- 2003 Xix Mikado (edition sistermanns)
- 2004 etc _random (artist.cd, Wergo)
- 2006 Sistermanns KL Edition Sistermanns / ES 753002 / LC 00438
- 2012 tracings mit Ros Bandt/Melbourne artist.cd / WERGO81202 LC 00846
- 2013 Ausculta Edition Sistermanns / ES 753004	/ LC 00438

CD Compilation
- 2000 Klangkunst in Deutschland (Wergo)
- 2005 A No Rack(Cybele)
- 2006 Ü3_04 (Wergo)
- 2007 Orpheus sings the net (Cybele)
- 2007 disappear / appear (aphasia rec.)
- 2007 Orpheus sings the net (Cybele)
- 2007/2009 Klangort in: Hearing Places	Sound, Place, Time and Culture by Ros Bandt	ISBN 1-84718-255-0
- 2010	nichts sucht etwa	in: Kehrer Verlag Heidelberg / dvd 9	ISBN 978-3-939583-23-3
- 2012 	Ludwig japonaise [CD:BrokenBeethoven] HayaniMüsik, Istanbul	MH-G7-012	LC -
- 2012 	luftfliessen [CD:Breathing Life]	E-K-R 002 2012
- 2014	Aroona still DEGEM CD12 / EDITION DEGEM ed03	LC 27648
- 2016	Raum_aufgeben_1	 DEGEM CD14 / EDITION DEGEM ed05 LC 27648
- 2019 	TRANSIT DEGEM CD17 / EDITION DEGEM 	ed17	LC 27648

DVD
- 2004	delayed – electric tea (artist.cd, Wergo)
- 2006	was wird aus gott wenn ich tot bin	(edition sistermanns)

## Werke
Buchpublikationen
- Opernregie im Fernsehen – medienspezifische Regiekonzepte zur Visualisierung von Oper im Fernsehen.  Verband der Wissenschaftlichen Gesellschaften Österreichs, Wien 1991, ISBN 3-85369-832-8.
- A l'intérieur de la vue, Johannes S. Sistermanns, WeltInnenRaum eines Tones. Neues Musiktheater (2000), EXPO 2000 Weltausstellung, Fotobuch mit einem Essay von Stefan Fricke, Pfau Verlag, Saarbrücken 2001, ISBN 3-89727-135-4
- Fragmen 45, Beiträge zur Neuen Musik (Hrsg. Stefan Fricke), Pfau Verlag, Saarbrücken 2005, ISBN 3-89727-308-X
- Concise 1 – Sound Plastic, Positions on Contemporary Music (ed. Stefan Fricke), Pfau Verlag, Saarbrücken 2006, ISBN 978-3-89727-345-0
- Hearing places: Sound, Place, Time and Culture, edited by Ros Bandt, Michelle Duffy and Dolly MacKinnon. This book first published 2007 by Cambridge Scholars Publishing, 15 Angerton Gardens, Newcastle, ISBN 1-84718-255-0
- 2010 	Soundart in Berlin – Singuhr Hoergalerie in Parochial (Hrsg. Carsten Seiffarth, Markus Steffens), Kehrer Verlag, Heidelberg 2010, ISBN 978-3-939583-23-3.

Hörspiele
- 2014	Taxi